# Lettera ai Laodicesi
La Lettera ai Laodicesi è una lettera persa scritta da San Paolo, ma oggi esiste solo un apocrifo del Nuovo Testamento che sostiene di essere il testo perduto, ed presente in alcuni antichi manoscritti latini della Vulgata, tra cui in particolare il Codex Fuldensis (VI secolo).

## La questione dell'autenticità
Paolo, nella Lettera ai Colossesi (4,16), fa riferimento a un'epistola presumibilmente inviata da lui alla comunità di Laodicea. In passato si è ipotizzato che tale testo si identificasse appunto con la Lettera ai Laodicesi contenuta in alcuni codici della Vulgata; oggi tuttavia si ritiene che quest'ultima sia in realtà pseudoepigrafa. Si tratta in effetti di un testo molto breve (appena 20 versetti), scritto in greco, che si presenta come un vero e proprio collage di passi paolini attinti dalle altre lettere canoniche, e potrebbe essere stata composta probabilmente poco dopo la metà del I secolo (attorno al 60). L'autentica Lettera ai Laodicesi di cui parla Paolo sarebbe quindi andata perduta.
Una seconda ipotesi è che l'epistola cui fa riferimento Paolo sia quella oggi nota come Lettera agli Efesini. Laodicea si trovava vicino a Efeso, entrambe nella regione storica della Frigia (nell'attuale Turchia), ed è quindi possibile che Paolo avesse inviato una lettera destinata a entrambe queste comunità.

## Testimonianze antiche
La Lettera ai Laodicesi è citata negli scritti di Marcione nella prima metà del II secolo. Il Canone muratoriano (c. 170 d.C.) la indica invece come testo apocrifo.